# Kay Qubadh II
`Ala' ad-Dunyâ wa ad-Dîn Kay Qubâdh,  Alaeddin Keykubad  ou Kay Qubâdh II est un sultan seldjoukide de Roum sur un territoire autour de Malatya entre 1249 et 1257. Il meurt assassiné en 1257.

## Biographie
En 1237, Kay Khusraw II, pour assurer la paix entre la Géorgie et les Seldjoukides d'Anatolie, épouse en troisièmes noces celle qui est son épouse favorite Thamar, fille de la reine de Géorgie Rousoudan Ire et petite-fille du sultan seldjoukide Tuğrul II. Son père s'était converti au christianisme orthodoxe. Elle se convertit à l'Islam pour son mariage et devient Gürcü Hatun (ou Ghurji Khatun) .
Kay Qubâdh nait de cette union en 1239/40. Bien qu'il soit son troisième fils, Kay Khusraw le désigne comme son successeur.
En 1241, les Mongols menés par Baïdju envahissent l'Anatolie, Erzurum est prise. Kay Khusraw réunit une armée de mercenaires mêlant des Byzantins des Arméniens des Francs pour combattre les Mongols. 
Le 26 juin 1243, à la bataille de Köse Dağ Kay Khusraw subit une défaite sévère devant les armées mongoles menées par Baïdju. Les Seldjoukides du sultanat de Roum deviennent des vassaux des Mongols Houlagides.

### Le règne des vizirs (1246-1248)
Kay Khusraw II meurt en 1246, ses trois fils sont mineurs, ils ont entre sept et douze ans. 
- `Izz ad-Dîn Kay Kâwus nait vers 1234/35. Il est le fils de la première épouse grecque fille d'un pope, bénéficie du soutien du vizir Chams ad-Din al-Isfahani (en). Il n'a pas treize ans.
- Rukn ad-Dîn Kılıç Arslân est né vers 1236/37. Il est le fils de la deuxième épouse turque de Kay Khusraw. Il prétend à la succession de son père.
- `Ala' ad-Dîn Kay Qubâdh est né vers 1239/40. Il est le fils de la troisième épouse, et favorite, de Kay Khusraw, Thamar, fille de la reine de Géorgie Rousoudan Ire et petite-fille du sultan seldjoukide Tuğrul II. Son père s'était converti au christianisme orthodoxe. Elle se convertit à l'Islam pour son mariage et devient Gürcü Hatun (ou Ghurji Khatun) en 1237 pour assurer la paix entre la Géorgie et les Seldjoukides d'Anatolie. C'est lui que Kay Khusraw a désigné comme successeur[2].

Le vizir Chams ad-Din al-Isfahani (en) épouse la veuve de Kay Khusraw et devient très influent. Kay Kâwus semble être le seul héritier du trône Chams ad-Din al-Isfahani n'ose cependant pas écarter complètement les deux autres frères car cette décision relève de l'autorité des Mongols. Gürcü Hatun, mère de Kay Qubâdh, se remarie avec le vizir Mu`in ad-Dîn Suleyman.
En 1248, Rukn ad-Dîn Kılıç Arslân, le second fils de Kay Khusraw rencontre le grand Khan Güyük. Il obtient que le sultanat soit coupé en deux parties l'Ouest pour Kay Kâwus avec comme capitale Konya et l'Est pour lui-même avec comme capitale Sivas. La frontière entre les deux domaines est la rivière Kızılırmak. Lorsque Kılıç Arslân revient en Anatolie avec son titre de sultan, la nouvelle de la mort de Güyük et de la nomination de son successeur Möngke inquiète les émirs turcs qui se mettent d'accord pour que les trois frères règnent conjointement.

### Le triumvirat (1248/49-1254)
En 1249, le vizir Jalal ad-Din Qaratay (en turc : Celaddin Karatay) parvient à un accord entre les trois frères avec le soutien des Mongols. Le sultanat est divisé en trois :
- `Izz ad-Dîn Kay Kâwus reste à Konya.
- Rukn ad-Dîn Kılıç Arslan reste à Sivas.
- `Ala' ad-Dîn Kay Qubâdh, règne à Malatya.

Chams ad-Dîn al-Isphanî, vizir de Kay Khusraw, est chargé par les Mongols de gouverner ce triumvirat ; c'est lui qui possède le pouvoir réel.
Chams ad-Dîn al-Isphanî est arrêté à cause de ses excès et assassiné.
Pendant la période de 1249 à 1257, les noms des trois frères figurent sur les pièces de monnaie, à une exception près en 1254, où Kılıç Arslan fait frapper des monnaies portant son nom seul. De longues et vaines négociations sont menées entre les deux aînés. C'est la force qui décide finalement : Kılıç Arslan est fait prisonnier à Amasya. 
Le Grand Khan mongol Möngke convoque Kay Kâwus. Celui-ci n'a guère envie de cette rencontre, il envoie son jeune frère Kay Qubâdh avec de riches présents pour le Khan. En 1257, sur le chemin de cette rencontre, Kay Qubâdh est assassiné. Möngke provoque une enquête sur cette mort mais elle ne mène à rien.
Les Mongols divisent le royaume en deux comme en 1248. L'Est de l'Anatolie avec comme capitale Sivas pour Kılıç Arslan qui succède donc à Kay Qubâdh. L'Ouest de l'Anatolie, avec la proximité de Nicée et Constantinople avec pour capitale Konya pour Kay Kâwus.